# یواس‌اس پوماندر (اس‌پی-۷۰۲)
یواس‌اس پوماندر (اس‌پی-۷۰۲) (به انگلیسی: USS Pomander (SP-702)) یک کشتی بود که طول آن ۴۳ فوت (۱۳ متر) بود. این کشتی در سال ۱۹۱۷ ساخته شد.